# Cristian Terheș
Cristian-Vasile "Chris" Terheș (Zalău, 4 december 1978) is een Roemeens politicus en voormalig Grieks-Katholieke priester. Sinds 2019 hij lid van het Europese Parlement namens de PSD. In 2020 wisselde hij van partij en stapte hij over naar de Nationale Christen-Democratische Boerenpartij (PNȚCD). In december 2023 stapte hij over naar de Roemeense Nationaal Conservatieve Partij (PNCR) waarvan hij al gauw partijleider werd. PNCR stapte vervolgens in een coalitie met AUR en hierdoor kwam via die lijst wederom in het Europees Parlement. 

## Biografie
Terheș studeerde theologie aan de Babeș-Bolyaiuniversiteit in Cluj-Napoca, en werd hij tot priester gewijd van de Roemeense Grieks-Katholieke Kerk in Oradea. Daarna studeerde hij journalistiek aan het Fullerton College in Fullerton, Californië en werkte hij aan het Santiago Canyon College in Orange. Hij vestigde zich in Irvine, en werd daar predikant bij een Grieks-Katholieke kerk, maar werkte ook als bedrijfsanalist.

### Politiek
Terheș werd in de VS betrokken bij de Roemeense politiek, vooral in oppositie tegen de heersende PSD, die hij corruptie verweet. Hij werd beroemd in 2012, toen hij deelnam aan de referendumcampagne over het ontslag van de Roemeense president Traian Băsescu; hij lobbyde voor Băsescu (die tegen de PSD was) in het Amerikaanse Congres. In 2014 verzette Terheș zich tegen de verkiezing van Victor Ponta, van de PSD, tot president. Daarnaast was hij in datzelfde jaar de oprichter van de Romanian Community Coalition, een organisatie die zich zou inzetten voor de Roemeense gemeenschap in de VS. Al is het onduidelijk hoeveel Roemenen in de VS hij vertegenwoordigd.
Tussen 2014 en 2016 veranderde hij van positie. Hij beschuldigde de liberalen van het misbruiken van het justitiele systeem en kwam op voor voor corruptie gedetineerde politici. In 2016 werd hij een vaste commentator op het televisiestation Antena 3 dat is gelieerd aan de PSD en op România TV. In zijn publieke commentaren steunde hij de schorsing van de liberale  president Klaus Johannis als deze Laura Codruța Kövesi niet zou ontslaan als hoofdaanklager van het anticorruptie agentschap DNA. Tevens was hij voor het verbieden van het homohuwelijk zoals werd onderschreven in het referendum in 2018. In 2019 werd hij door Liviu Dragnea als vierde plaats op de PSD-lijst voor het Europees Parlement geplaatst al was hij geen lid van de PSD. Liviu Dragnea was op dat moment al veroordeeld voor corruptie ten tijde van dat referendum tegen Băsescu uit 2012. Hij werd verkozen tot lid van het Europees Parlement. Vanwege politieke activiteiten die onverenigbaar waren met zijn status als priester, heeft de Roemeens-katholieke Eparchie van Oradea Mare hem in 2019 ontheven van de uitoefening van priesterlijke functies.
In mei 2020 kondigde Terheș zijn overgang aan naar de Nationale Boerenpartij - Christendemocratisch en de groep Europese Conservatieven en Hervormers. In mei 2022 kwam het tot een breuk tussen de voorzitter van de PNȚ-CD Aurelian Pavelescu en Terheș. Pavelescu beschuldigde Terheș van het niet betalen van zijn lidmaatschapsgeld en zou hem uit de partij hebben gezet.
Op 11 november 2021 diende hij een verzoekschrift in bij het Europees Hof voor de Rechten van de Mens in Straatsburg waarin hij protesteerde tegen verschillende maatregelen die de Roemeense regering had genomen om de Coronapandemie aan te pakken, wegens vermeende schending van artikel 5 (het recht op vrijheid en veiligheid). Zijn verzoek werd door het EHRM afgewezen op grond van niet-ontvankelijkheid, waarbij het Hof opmerkte dat de maatregelen "niet konden worden gelijkgesteld met huisarrest" en dat Terheș had nagelaten de impact ervan op zijn persoonlijke situatie uit te leggen. In februari 2022 bekritiseerde hij in een persconferentie de manier waarop de Canadese premier Justin Trudeau omging met het konvooiprotest, waarbij hij hem o.a. vergeleek met Nicolae Ceaușescu. Bij het uiteindelijke bezoek van Trudeau aan het parlement was hij niet aanwezig. Ook riep hij op tot het aftreden van commissievoorzitter Ursula von der Leyen naar aanleiding van een onderzoek door het EPPO naar de totstandkoming van de contracten tussen vaccinproducenten en de Europese Unie.